# Urzica
Urzica es una comuna ubicada en el distrito de Olt, Rumania.

## Superficie
Posee una superficie de 28,64 kilómetros cuadrados.

## Demografía
Hasta 2021 la población era de 2022 habitantes, con una densidad de población de 70,60 habitantes por kilómetro cuadrado.